# Aplanament
L'aplanament és una forma de terminació d'alguns procediments judicials civils, que consisteix que el defenent (o demandat) reconeix que l'agent (o actor) té raó.
No està permès en casos com el dret de família, o en les demandes sobre estat civil, on el poder de disposició dels ciutadans està tutelat per l'Estat. En ser una institució que agilitza els procediments judicials, la llei preveu que no es condemni en costes a qui s'aplana, llevat que hagi estat requerit de compliment abans del judici i no hagi fet res per complir. L'aplanament pot ser total o parcial, en el darrer cas el judici segueix només respecte d'alguna de les peticions de l'agent. L'aplanament no perjudica a qui no ha estat part en el judici; així s'evita que un acord de dues persones pugui perjudicar a una tercera que no litiga.